# جیمز مایکل کرلی
جیمز مایکل کرلی (به انگلیسی: James Michael Curley) (زادهٔ ۲۰ نوامبر ۱۸۷۴ - درگذشتهٔ ۱۲ نوامبر ۱۹۵۸ میلادی) یک سیاست‌مدار حزب دموکرات آمریکایی اهل بوستون بود.او به عنوان شهردار دموکرات بوستون نیز خدمت کرده است.وی همچنین برای یک دوره فرماندار ایالت ماساچوست بود.

## زندگی‌نامه

### ابتدای زندگی
جیمز مایکل کرلی در سال ۱۸۷۴ و در محلهٔ راکسبری، بوستون متولد شد.پدرش مایکل شهر آترارد واقع در شهرستان گالوی ایرلند را در سن ۱۴ سالگی ترک کرد و به راکسبری رفت و در آنجا ساکن شد که در همانجا مادر مایکل کرلی سارا کلنسی را که او هم از شهرستان گالوی بود ملاقات کرد.راکسبری در ابتدا شهری مجزا بوده که بعدها و در سال ۱۸۶۸ به بوستون ضمیمه میشود.مایکل کرلی به عنوان یک کارگر روز مزد و پادو کار میکرد.وی در سال ۱۸۸۴ و زمانی که جیمز ۱۰ سال داشت درگذشت.